# Taraxacum aphrogenes
Taraxacum aphrogenes — вид рослин з родини Айстрові (Asteraceae), ендемік Кіпру.

## Опис
Багаторічна трава 5–12 см заввишки, гладка, в усіх частинах є молочний сік. Листки ростуть у розетці, тупокінцеві, довжиною 3–8 см й шириною 0.3–2 см, дещо соковиті, поділені на нерегулярні, різного розміру округлі долі. Плід — сім'янка. Цвітіння: жовтень — грудень, у деякі роки цвіте до березня. 

## Поширення
Ендемік Кіпру.
Росте лише на західному узбережжі острова від півострова Акротирі до Акамаса. Зростає на кам'янистих пляжах біля моря, переносить значно солоні ґрунти і тривалий період тепла і посухи. Населяє піщанисті ґрунти недалеко від берега.

## Загрози
Виду загрожує розширення туризму, коли пляжі пристосовують для потреб туристів.